# Steropleurus andalusius
Steropleurus andalusius är en insektsart som först beskrevs av Jules Pièrre Rambur 1838.  Steropleurus andalusius ingår i släktet Steropleurus och familjen vårtbitare.

## Underarter
Arten delas in i följande underarter:
- S. a. andalusius
- S. a. levantinus